# Robert Maciejuk
Robert Maciejuk (ur. 4 kwietnia 1965 w Białej Podlaskiej) – polski malarz. 

## Życiorys
W latach 1985–1990 studiował na warszawskiej Akademii Sztuk Pięknych pod kierunkiem prof. Stefana Gierowskiego. W ciągu następnych pięciu lat pracował na ASP jako asystent.
Jest laureatem Nagrody im. Jana Cybisa za 2009 rok.